# Theodor Axenfeld
Karl Theodor Paul Polykarpus Axenfeld (24. lipnja 1867. – 29. srpnja 1930.) bio je poznati njemački oftalmolog.

## Biografija
Axenfeld je rođen u İzmiru gdje mu je otac radio kao njemački ministar u Turskom carstvu. Kao dijete se je s roditeljima vratio u Njemačku, u grad Godesberg. Medicinu je završio 1890.g. na Sveučilištu u Marburgu. Godine 1896.g. postao je asistent profesora Wilhelm Uhthoffa (1853-1927) u Breslau, a 1897.g. direktor sveučilišne očne klinike u Rostocku. Godine 1901.g. postao je profesor oftalmologije na Sveučilištu u Freiburg, gdje je i ostao do svoje smrti 1930.g. Godine 1925.g. izabran je za predsjednika Njemačkog oftalmološkog društva (nje.Deutsche ophthalmologische Gesellschaft).

## Eponimi
Axenfeld je u otprilike isto vrijeme kada i Victor Morax opisao jednoga od uzročnika kroničnog konjuktivitisa, bakteriju koja je kasnije nazvana po Moraxu Moraxella lacunata (kao i cijeli rod Moraxella), dok se za samu bolest ponekad koristi naziv "Moraxova bolest" ili "Axenfeldov konjuktivitis".    

## Vanjske poveznice
- Theodor Axenfeld na "Who Named It" (engl.)